# Zvizdar
Zvizdar (Servisch cyrillisch Звиздар) is een plaats in de Servische gemeente Ub. De plaats telt 536 inwoners (2002).